# Dunaszentmiklós
Dunaszentmiklós es un pueblo húngaro perteneciente al distrito de Tata, condado de Komárom-Esztergom.

## Superficie
Cuenta con una superficie de 7,78 km².

## Demografía
Hasta 2024 la población era de 545 habitantes, con una densidad de población de 70,05 hab/km².
| Gráfica de evolución demográfica de Dunaszentmiklós entre 2020 y 2024 |
|                                                                       |
| Datos según la Oficina Central de Estadística de Hungría.             |